# Emiliano Reali
Emiliano Reali   (Roma, 3 de novembre de 1976) és un escriptor italià que actualment viu a Roma. Alguns dels seus llibres han estat traduïts a l'anglès i al castellà.
Va iniciar la seva carrera d'escriptor el 2001, guanyant el premi literari Giovani parole (Joves paraules) que se celebra a l'escola Holden de Torí amb  La corda d'argento  (El cordó de plata), després s'insereix en la col·lecció  Sul ciglio del Dirupo  (En la vora). Els seus llibres tracten sobre temàtiques i problemàtiques socials d'una manera més delicada, involucra als joves en les rondalles i romanços de fantasia, amb cruesa narra els romanços i històries juntament amb la duresa i la violència de la societat contemporània.
Reali va publicar el 2004 la seva primera obra, Ordinary, on mostra i denuncia l'homofòbia i les dificultats d'un jove homosexual. El llibre ha estat un espectacle teatral per al "projecte especial Teatre 2007/2008" patrocinat pel Comune di Roma i de la SIAE.
El 2008 va publicar la faula il·lustrada per a nens Il cristallo del cuore (El vidre del cor), on afronta les qüestions del respecte de la naturalesa i importància d'ajudar-nos els uns als altres, on juntament a la següent obra, La Reggia di Luce (El palau de la llum) el 2009, ha estat adoptada com a text de literatura en diverses escoles primàries.
El 2009 va publicar el seu segon romanç Se Bambi fosse trans? (Si Bambi era trans?), tema LGBT, tractant la identitat de gènere i orientació sexual. El llibre ha captat l'atenció de la crítica i ha cridat l'atenció de la comunitat gai afrontant el tema de la transsexualitat.
En el següent any, el 2010, va publicar dos contes en dues antologies: el primer: Dannato, in Controcuore i el segon, Laura Pausini, en Diva Mon Amour, on els seus beneficis s'han destinat parcialment a la lluita contra la SIDA.
El 2011 va publicar la novel·la fantàstica Il seme della speranza (Les llavors de l'esperança), que compara el món fantàstic amb la societat actual, subratllant el procés degeneratiu causat pel desig de poder i diners. Al costat de Maurizio Rigatti ha escrit el subjecte i l'escenografia del curtmetratge Santallegria, on els actors que van protagonitzar el film van ser Serena Grandi i Monica Scattini sobre el tema de la transsexualitat.
L'any 2012, va ser publicat el seu recull de contes Sul ciglio del dirupo, amb pròleg de Jonathan Doria Pamphilj, que recull els contes escrits en l'arc d'un decenni focalitzant sobre l'alteritat. Aquest conjunt va rebre el patrocini de Roma Capitale pel seu valor social.
Per l'afany constant contra qualsevol forma de discriminació, el 2012 va entrar a formar part del comitè d'honor de l'associació Equality Itàlia, fundada per Aurelio Mancuso, on es defineix com "el primer lobby italià sobre drets civils".
Al maig de 2013 va publicar una nova versió de Ordinary, totalment reescrit, la seva obra és el primer ARbook a utilitzar la realitat augmentada, del mateix llibre s'ha realitzat la versió còmic.
Al desembre de 2014, el seu llibre Sul ciglio del dirupo es va publicar amb el títol On the edge en una versió bilingüe angloitaliana pel mercat americà. Reali va anar a presentar el llibre a la Universitat de Nova York i al Institut de cultura italiana a l'ambaixada de Washington DC.
El 2015, al mercat americà es publicarà en anglès seva obra Se Bambi fosse trans ?.
Al novembre 2015 un nou editor - Meridiano Zero del grup Odoya- republicat Se Bambi fosse trans ? en una nova edició fins i tot publiquen simultàniament la seva seqüela Maschio o femmina?(Home o dona?), i el 2017 publica el tercer llibre que tanca la trilogia de Bambi Ad ogni costo (A qualsevol cost).
Va conservar la columna Nel giardino delle parole (al jardí de les paraules) del Huffington Post (edició italiana), on explicava llibres i col·labora amb el diari italià Il Mattino i Il Riformista.
El 2021 Si Bambi era trans? es va publicar en castellà a l'Argentina, Mèxic i Espanya i l'any 2022 Reali publica Bambi. Història d'una metamorfosi, un llibre ben rebut per la crítica i el públic i recentment ha col·laborat a la sèrie Refuge produïda per Lucky Red.
L'any 2024 va col·laborar en l'elaboració del volum universitari "Manual d'estudis LGBTQIA+" (Utet), contribuint amb dos mòduls: un sobre narrativa LGBTQIA+ i un altre sobre periodisme LGBTQIA+. Posteriorment, va publicar un conte dins del volum fotogràfic "Pride" (Scripta Maneant).
S'han venut els drets d'adaptació cinematogràfica de "Bambi. Story of a Metamorphosis", s'ha obtingut una aportació econòmica del Ministeri de Cultura i està en marxa una pel·lícula basada en el primer capítol de la trilogia.

## Obres
Novel·les
- Ordinary (Serarcangeli Editore, 2004) ISBN 88-7408-047-6
- Se Bambi fosse trans? (Edizioni Azimut, 2009) ISBN 978-88-6003-098-6
- Ordinary ARBook (Edizioni Ded'A, 2013) ISBN 978-88-96121-83-2
- Se Bambi fosse trans? (Edizioni Meridiano Zero, 2015) ISBN 978-88-8237-345-0
- Maschio o femmina? (Edizioni Meridiano Zero, 2015) ISBN 978-88-8237-346-7
- Ad ogni costo (Edizioni Meridiano Zero, 2017) ISBN 978-88-8237-464-8
- Bambi. Storia di una metamorfosi (Avagliano, 2022) ISBN 978-88-8309-432-3

Contes
- Dannato, en Controcuore (Edizioni Azimut, 2010) ISBN 978-88-6003-113-6
- Laura Pausini, en Diva Mon Amour (Edizioni Azimut, 2010) ISBN 978-88-6003-123-5

Col·leccions de contes
- Sul ciglio del dirupo (Edizioni Ded'A, 2012) ISBN 978-88-96121-79-5
- Pride (Scripta Maneant, 2024)                               ISBN 979-12-80717-64-1

Llibres per a nens i adolescents
- Il cristallo del cuore (Edizioni EdiGiò, 2008) ISBN 978-88-6205-133-0
- La reggia di luce (Edizioni EdiGiò, 2009) ISBN 978-88-6205-030-2
- Il seme della speranza (Diamond Editore, 2011) ISBN 978-88-96650-00-4

Novel·les gràfiques
- Ordinary (Edizioni Ded'A, 2013) ISBN 978-88-96121-90-0

Llibres bilingües
- On the edge (Edizioni DeBooks, 2014) ISBN 978-09-90787-41-9

Curtmetratges
- Santallegria , dirigit per Maurizio Rigatti (2011)

Assaigs
- Manuale di studi LGBTQIA + (Utet, 2024)            ISBN 978-88-6008-954-0